# Бекман, Валериан Александрович
Валериан Александрович Бекман (14 (26) октября 1802 — 2 (14) февраля 1870, Санкт-Петербург) — горный инженер, чиновник, генерал-майор, дворянин, помещик.
Руководил Каслинским рудником на Миасских золотых промыслах (с 1827 года), Саткинским заводом (с 1829 года), Златоустовской оружейной фабрикой (с 1835 года и с 1847 года) и одноимённым округом (с 1847 года), Луганским литейным заводом и одноимённым посёлком (1840—1847), Алтайскими горными заводами (1851—1857), одновременно являясь томским губернатором (1851—1857).
Исполнял обязанности председателя в Совете Главного управления Западной Сибири (1853—1854 и 1856—1857).
Правнук Леонарда Эйлера.

## Биография
Родился 14 (26) октября 1802 года в семье Александра Петровича Бекмана (1772—1871) — военный, полковник. Мать, Анна-Блондина (1780—1868) — дочь генерал-лейтенанта Христофора Леонтьевича Эйлера (1743—1808), внучка математика и механика, академика Леонарда Эйлера (1707—1783).
В 1824 году Валериан Бекман с большими золотой и серебряной медалями по 1-му разряду окончил Горный кадетский корпус, был произведён в чин гиттенфервальтера и оставлен в лаборатории учебного заведения.
В 1826 году был назначен смотрителем, а уже в 1827 году — бергмейстером Каслинского рудника на Миасских золотых промыслах на Урале. В январе 1829 года был произведён в чин маркшейдера (9-й класс по Табели о рангах) и с мая того же года работал управляющим Саткинским заводом.
В 1833 году был произведён в чин обер-гиттенфервальтера и, получив военный чин майора, переведён на службу в Корпус горных инженеров.
В 1835 году Бекман был назначен руководителем Златоустовской оружейной фабрикой. В 1838 году произведён в чин подполковника и назначен помощником начальника Екатеринбургских горных заводов. Кроме этого, с 1838 года он состоял членом комитета для рассмотрения штатов Уральских заводов.
С 1840 года — начальник Луганского сталелитейного завода; в 1842 году был произведён в полковники.
В 1847 году был назначен горным начальником округа Златоустовского завода и директором Златоустовской оружейной фабрики, сменив на этой должности Павла Петровича Аносова. С этого времени он состоял в чине генерал-майора.
Высочайшим приказом, 8 июня 1851 года он был назначен главным начальником Алтайских горных заводов и Томским гражданским губернатором, вновь сменив Аносова. При этом с ноября 1853 года по июнь 1854 года и с июня 1856 года по март 1857 года Валериан Бекман исполнял обязанности председателя в Совете Главного управления Западной Сибири в связи с отсутствием генерал-губернатора Западной Сибири Г. Х. Гасфорда.
Во время своего пребывания на посту губернатора Бекман осуществил ряд административно-территориальных преобразований:
- В 1853 году Семипалатинская округа Томской губернии была выделена в особую Семипалатинскую область, в которую вошли, ранее относившиеся к Бийской округе Томской губернии города Семипалатинск и Усть-Каменогорск;
- В декабре 1856 года была упразднена Колыванская округа, территория которой вошла в состав Томского округа.
- В 1856 году Министерство внутренних дел поддержало инициативу Бекман по созданию Кийского округа с центром в селе Кия (Кийск), который в конце 1857 года был преобразован в город и получил новое название — Мариинск, соответственно и округ стал называться Мариинским.

Историки отмечают также следующие изменения в Томске во время работы Бекмана: с 1853 года для ночного освещения улиц стали ставить фонари, в городе появились тротуары, строились каменные лавки и воинские казармы, появилась мещанская богадельня, открыты вольные аптеки, была проделана работа по составлению нового плана города. В 1854—1855 годах было произведено усиление полиции, у чиновников появились новые мундиры. По инициативе Бекмана в Томске началось строительство часовни Иверской иконы Божьей Матери. С 15 августа 1857 года в Томской губернии началось издание первой газеты — «Томских губернских ведомостей», которые выходили под непосредственным наблюдением губернатора.

В бытность губернатором Бекману приходилось общаться с некоторыми ссыльными, например, с Гавриилом Степановичем Батеньковым и Иваном Ивановичем Пущиным, способствовал облегчению участи петрашевца Феликса Густавовича Толля, который был переведен из Керевского каторжного села сначала в село Жарково, а затем в Томск. Толль писал о нём: «Маленький пожилой мужчинка, рыжий, невзрачный, в золотых очках, в горном сюртуке без эполет». Другой современник, Григорий Николаевич Потанин в герценовском «Колоколе» написал: 
Он ездил по губернии, рассматривал с любопытством странные явления природы, интересовался нравами жителей и улыбался приятно, когда жаловались мужики и рассказывали возмутительные истории, вообще был губернатором для собственного удовольствия.
Высочайшим приказом по Корпусу горных инженеров 1 ноября 1857 года было удовлетворено прошение Валериана Александровича Бекмана и он «по домашним обстоятельствам» был уволен от службы с назначением ему пенсии. После ухода со службы как помещик Лужского уезда Бекман был причислен к дворянству Петербургской губернии, большую часть времени жил в Санкт-Петербурге в собственном доме.
Умер 2 (14) февраля 1870 года в Санкт-Петербурге и был похоронен на Никольском кладбище Александро-Невской лавры С ним были похоронены Елена Фёдоровна Лет (12.02.1813—29.02.1880) и жена Августа Николаевна (28.03.1818 — 06.05.1894), дочь вологодского городского врача, статского советника Н. Б. Нотбека.

## Награды
- орден Св. Станислава 3-й (1836) и 1-й (1854) степеней.
- орден Св. Владимира 4-й (1840) и 3-й (1849) степеней.
- орден Св. Анны 2-й (1846) и 1-й (1856) степеней.